# Ludranski Vrh
Ludranski Vrh – wieś w Słowenii, gmina Črna na Koroškem. 1 stycznia 2017 liczyła 87 mieszkańców.